# 桂正和コレクション
『桂正和コレクション』（かつらまさかずコレクション）は、桂正和の漫画短編集。全2巻。

## 概要
1984年にジャンプスーパーコミックスレーベル（発行：創美社・発売：集英社）から新書判サイズでVOL.1（1巻）が発売。1989年にはジャンプスーパーエースレーベル（同）よりA5判サイズのワイド版がVOL.1・2同時発売。この為、VOL.1は通常版とワイド版の2種類が発行されているが、VOL.2はワイド版のみとなっている。
『桂正和コレクション』のタイトルで発行された短編集はVOL.2までとなっており、3冊目の短編集は『ZETMAN 桂正和短編集』としてジャンプ・コミックスレーベル（集英社）より発行された。

### VOL.1
デビュー前から『ウイングマン』連載開始前の時期にあたる1980年から1982年に執筆された6編を収録。『週刊少年ジャンプ』とその増刊号、そして『フレッシュジャンプ』（全て集英社）に掲載された作品の他、雑誌未掲載作品も2作含まれている。後に発売されたワイド版は巻頭12ページがカラーとなっており、カラー部分に「小さな灯り」（1988年）が追加収録されている。

#### 収録作品
『小さな灯り』はワイド版にのみの収録で、通常版には未収録。
1. 小さな灯り（ちいさなあかり）
2. 夏にすずみ!（なつにすずみ）
3. 秋にすずみ…（あきにすずみ）
4. 転校生はヘンソウセイ!?（てんこうせいはヘンソウセイ）
5. 学園部隊3パロかん（がくえんぶたいさんパロかん）
6. 学園部隊3パロかん II（がくえんぶたいさんパロかんツー）
7. ツバサ

### VOL.2
1985年から1989年、『ウイングマン』連載中から『電影少女』連載開始前の時期に描かれた5編を収録。ただし、この時期内に描かれた「SHIN-NO-SHIN」は本作に未収録となっており、次の短編集『ZETMAN 桂正和短編集』に収録されている。『週刊少年ジャンプ』の季節増刊に掲載された作品が中心となっている。巻頭8ページがカラー。

#### 収録作品
1. ビデオガール (VIDEO GIRL)
2. エトランゼ
3. KANA（かな）
4. すず風のパンテノン（すずかぜのパンテノン、PANTENON）
5. ヴォーグマン (VOGUMAN)

## 小さな灯り
『スーパージャンプ』1988年5号に掲載。10ページ、全カラー。『VOL.1』のワイド版に追加収録された作品で、通常版には未収録。後にイラスト集『4C』（3作組・A4判）の1冊目「L-side < LOVERS-side >」にもフルカラーで再収録されている。
吹き出しによる会話で漫画としての形を持ちながらも、水彩画のような暖かい色彩と台詞以外の状況説明でストーリーが淡々と進む、絵本のような作風。内容も絵本的な暖かいものとなっている。

### あらすじ
ある小さなサーカス小屋のブランコ乗りの少女とピエロの二人。二人とも全然人気がありません。落ち込む少女を励ますピエロ。ピエロに励まされると少女はいつも元気になります。いつしか少女は看板スターにまで登り詰めますが…

### 登場人物
ブランコ乗りの少女
サーカスの空中ブランコ乗りの少女。最初は人気がなかったが少しずつ人気が出、ついには看板スターにまで登り詰める。
ピエロ
少女と同じサーカスのピエロ。彼女が落ち込んでいる時にいつも元気づけてくれた。

## すずみシリーズ
「夏にすずみ!」が『フレッシュジャンプ』1982年2号に、「秋にすずみ…」が同3号に掲載。どちらもページ数は31ページで『VOL.1』に収録されている。桂が専門学校の2年生時に描かれた作品。
当初三部作のつもりで描いた物だったが、『ウイングマン』の連載がはじまり忙しくなった為3作目はお蔵入りとなり、2作しか公表されていない。桂の初期のラブコメディ作品。
「夏」が高校1年生の夏、「秋」が高校2年生の秋を舞台としている。

### あらすじ
夏にすずみ!
どうも最近、クラスの渡辺が親切にしてくれるが…
秋にすずみ…
街で偶然、中学時代に好きだった戸頭と再会し、付き合う事になったが…

### 登場人物
すずみ
四季高校に通う高校生。成績は良くない。『秋』では演劇部副部長を務める。
マキ
すずみのクラスメイトで親友。
渡辺猛（わたなべ たけし）
いつもすずみに親切にしてくれるクラスメイト。
戸頭（とがしら）
『秋』に登場。すずみが中学校時代に好きだった男。

## 転校生はヘンソウセイ!?
第21回手塚賞準入選受賞作品。『週刊少年ジャンプ』1981年32号に掲載された桂のデビュー作。31ページで『VOL.1』に収録されている。
当時の担当編集であった鳥嶋和彦の薦めによって桂が初めてラブコメに挑んだ作品で、様々な意味で今日の桂の評価を生み出した原点の作品とも言える。

### あらすじ
転入してきた女の子に一目惚れした主人公は、告白するが逃げられてしまう。しかし諦められず、先生に相談しある計画を立てる。

### 登場人物
※全員名前は不明。
主人公
転入してきた女の子に一目惚れし、告白するが逃げられる。授業中に突然脱走し行方不明となる。
転入生（女）
転入してきた、主人公が惚れた女の子。
先生
クラスの担任。いつも笑っており、かなりの融通が利く。

## 学園部隊3パロかん
「学園部隊3パロかん」が『週刊少年ジャンプ』1981年8月増刊号に掲載、「学園部隊3パロかんII」は雑誌未掲載。ページ数は共に31ページで『VOL.1』に収録されている。
タイトルの通り『太陽戦隊サンバルカン』のパロディであり、作者が当時没頭していた『スーパー戦隊シリーズ』をパロディ化した作品。あまりに好きに描きすぎたが為、『II』は没となって日の目を見ていなかった物である。「正義の味方を夢見る中学生がコスプレをして授業を妨害して正義を遂行しようとする」という後の『ウイングマン』に見られる設定が見られる。

### あらすじ
「悪は徹底的にたたく正義の味方」と称して過剰な取締を行う生徒会への対抗手段を考えるため平田の家へと集まった3人娘は、たまたまテレビで放映されていた『サンバルカン』に見入る事となる。翌日、1人生徒会へと立ち向かっていた平田のピンチに現れたのは、衣装に身を包んだ学園部隊3パロかんだった。

### 登場人物
平田（べえだ）
遅刻常習犯。生徒会の正義の味方ごっこの最初の被害者となり髪の毛を刈り上げられてしまう。生徒会への復讐の協力を3パロかんになる女子達に依頼し、3パロかん結成のきっかけを作った人物。名前の元ネタは『電子戦隊デンジマン』の敵組織・ベーダー一族。
3パロかん
パロ・いーぐる、パロ・しゃーく、パロ・ぱんさーの女子3人組。全員本名は不明でバレー部に所属。平田に負けず劣らずの遅刻常習犯。テレビで放映されていた『サンバルカン』を見て3パロかん結成を思い立つ。

生徒会
『I』にのみ登場。カイチョーレッド、ギチョーブルー、ショキイエロー、カイケーグリーン、フクカイチョーピンクの5つ子5人組。全員本名は不明。『電子戦隊デンジマン』のパロディで、名乗りポーズもデンジマンと同一。正義の味方として、規則を守らない生徒を取り締まる。
スタディー・フィーバー隊
『II』にのみ登場。コクゴノキョーシ、ゲイジュツノキョーシ、タイイクノキョーシ、リカノキョーシ、ミス・エイーゴの教師5人組。全員本名は不明。授業を妨害する3パロかんに対抗する為に結成された。彼等に指示を出したてつざん校長も併せ、『バトルフィーバーJ』のパロディ。バトルフィーバーのリーダー・バトルジャパンを模したコクゴノキョーシの髪型は、『ウイングマン』で健太の担任教師にも受け継がれた。

## ツバサ
第19回手塚賞佳作受賞で雑誌未掲載。31ページで『VOL.1』に収録されている。作者の高校生時代に描かれ、『ウイングマン』の元となった作品。
主人公がアンドロイドであるという決定的な違いはあるが、「学校ではいつも叱られてばかりの学生が、一朝事あればヒーローに変身して正義の為に働く」という『ウイングマン』と同じ枠組が見られ、ツバサの変身後の姿はほぼウイングマンと同一である。本作に上記の『学園部隊3パロかん』のコスプレの要素、『すずみシリーズ』のラブコメ要素を加え、『ウイングマン』が生まれたと言える。

### あらすじ
忘れた財布を探しに戻った校内で、北見はしずよが殺人を犯しているのを目撃する。「黙っていれば北見だけは殺さない」と言われた北見であったが、次の日に喋りそうになり、思い留まりはしたもの制裁として両親を殺害される。北見は「悩みや苦しみがあったら一度うちへこい」とのツバサの言葉を思い出し、ツバサの家へと向かう事とした。

### 登場人物
ツバサ
玩具店主人が製作したアンドロイドで息子同様の存在。運動神経も鈍く成績も悪いため「ダメロボット」と呼ばれる。しかし彼の実家の自動販売機で1個100円で売られている、他人の悩み苦しみを引き受けたカセットを装備すると超人的な強さに変身する。
北見
校内の女子の憧れ。彼女のしずよの罪を告発できず、さらには両親も殺害される。
しずよ
北見の彼女。ノイローゼから殺人等の奇行に走ることとなる。

## ビデオガール
『週刊少年ジャンプ』1989年ウィンタースペシャルに掲載。65ページ。『VOL.2』に収録されており、扉ページを含めて冒頭6ページがカラー。
連載作品『電影少女』の元となった作品であり、『電影少女』の15巻にも収録されている。

## エトランゼ
『週刊少年ジャンプ』1988年ウィンタースペシャルに掲載。35ページで『VOL.2』に収録されている。原案：大場ひろし。
初めての原案付き作品であり、また唯一の原案付き作品である（原作付きの作品として2008年の「ちさえちゃんグー!!」がある）。男勝りでおてんばな女の子を主人公とし「転校で離れてしまった初恋の相手」との恋を描く、少女漫画的かつ王道的なラブコメ作品。

### あらすじ
5年前に自分を助けてくれた命の恩人と再会できる事を夢見続ける白鳥めぐみは、転校によってついに再会の夢を叶える事となる。しかし再会した影浦ひかるはめぐみを助けた事が理由となって変わり果ててしまっていた。

### 登場人物
白鳥めぐみ（しらとり めぐみ）
私立大小高等学校に転入。5年前に溺れている所を助けてくれた影浦に恋心を抱き、再会を夢見続ける。自分を助けた時に負った傷のせいでひねくれた影浦と再会し償いとして何でも影浦の言う事を聞く。
影浦ひかる（かげうら ひかる）
「プールの貴公子」と呼ばれる水泳の選手だったが、めぐみを助けた際にまるで陰部がはみ出しているかのように見える傷を負い、馬鹿にされるため水泳をやめていた。
白鳥トオル（しらとり トオル）
めぐみの弟で、恐らく中学生。めぐみの事を女じゃない等と言いながらも、心配して高校にまでついてくる等シスコン気味。

## KANA
『週刊少年ジャンプ』1986年48号に掲載。31ページで『VOL.2』に収録されている。
桂の作品としては珍しく、コメディ要素のないシリアスな恋愛漫画。当初の設定では加奈は幽霊だった。

### あらすじ
今日こそは好子をデートに誘うと意気込みながらも、結局声もかける事が出来ずに帰宅した大沢。そこには見ず知らずの女の子が大沢の帰りを待っていた…

### 登場人物
大沢（おおさわ）
一人暮らしの大学生。好子に思いを寄せるも声をかける事すら出来ずにいる。
白井加奈（しらい かな）高校時代、大沢の隣のクラスにいた女の子。余命幾ばくもない事を悟り、高校時代に好きだった大沢の元を訪れる。
好子（よしこ）
大沢が思いを寄せる相手。
加山（かやま）
大沢の友達。好子との仲を取り持ってくれる。

## すず風のパンテノン
『週刊少年ジャンプ』1986年サマースペシャルに掲載。49ページで『VOL.2』に収録されている。
ヒーロー要素を含んだラブコメ作品。「『ウイングマン』のウイングガールズを主人公にした漫画」との担当の要望に、鳥山明との雑談の中で思いついた作品。
パンテノンと言う名前はノーパンに由来。

### あらすじ
街で噂のスーパーヒロイン・パンテノン。人気の秘密はその善行だけではなく、ノーパンとの噂にも原因があった。その真相を確かめるべくニュースペイパークラブが立ち上がった。

### 登場人物
相本哀惟（あいもと ゆい） / パンテノン
華宵高に通う高校1年生。素晴らしい笑顔だった為に、フレンドルから選ばれ、イヤリングを付けた状態でパンティーを脱ぐ（テイクオフ）とスーパーウーマン・パンテノンに変身できる。パンテノンとして街の平和を守っているが、事ある毎にパンテノンとして出動しなければならない為、よく授業をトイレと称して抜け出し、変な女の烙印を押されている。トキオが好き。
フレンドル
平和を望む星フレン星から自滅の危険性を持つ地球人を救う為にやってきたロボット。フレンスーツを哀惟に渡し、パンテノンに変身できるようにする。
トキオ
哀惟のクラスメイト。ニュースペイパークラブ部長。スケベな事が大嫌いな特異体質で、ノーパンのパンテノンが許せず、パンツを履かせようとしている。部員の中で唯一パンテノン特集に反対していたが、パンティを履かせるための作戦だとだまされ、作戦に参加。
ケイスケ
ニュースペイパークラブ部員。トキオとは小学校からの付き合い。
ミーコ
ニュースペイパークラブ部員。校内新聞のネタとしてパンテノンの正体を狙う中心人物。
ジュン
ニュースペイパークラブ部員。コンピュータを使い、分析担当。語尾に「〜チ」がつく喋り方をする。
タカシ
ニュースペイパークラブ部員。ほとんど喋らず、喋ると驚かれる。しかし喋っても非常に遅くしか喋らない。
ダイハチ
ニュースペイパークラブ部員。太っている。力仕事担当。

## ヴォーグマン
『週刊少年ジャンプ』1985年スプリングスペシャルに掲載。46ページで『VOL.2』に収録されている。
『ウルトラマン』をパロディ化したヒーロー・恋愛もの。『ウイングマン』の連載中に描かれた作品で、「愛の力による変身」「ヴォーグマンのデザイン」等に次の連載である『超機動員ヴァンダー』のルーツを見る事が出来る。

### あらすじ
19××年、地球に怪獣が登場して1年が経ち、人々もそれなりに怪獣のいる生活に慣れ始めていた。怪獣の登場に伴い、戦うヒーロー「ヴォーグマン」も登場したが、その粗暴さ故に悪名の方が高かった。彼女とのデート帰り、突如ヴォーグマンになってしまった柴田夕樹。ヴォーグマンのエネルギーは愛の力だが、彼女のつぐみはヴォーグマンが大嫌い。

### 登場人物
ヴォーグマン
遥か銀河の彼方からヴォーグマンパワーを受け取った男が変身できる巨大ヒーロー。エネルギーは純愛で、愛を失うと変身できなくなる。前任者から一度ヴォーグマンパワーを受けとると愛がなくなるまでは他人に渡す事は出来ない。ヴォーグマンパワーを持った人間の額には菱形のマークがつき、愛の強さに応じて色が変わる。
柴田夕樹（しばた ゆうき）
突如ヴォーグマンにされてしまった男。
北原 つぐみ（きたはら つぐみ）
夕樹の彼女でヴォーグマンが大嫌い。
柴田恵子（しばた けいこ）
夕樹の姉で、超特殊救助隊々員。いつもヴォーグマンに仕事を取られるため恨んでいる。
田頭郁夫（たがしら いくお）
超特殊救助隊々長。いつもヴォーグマンに仕事を取られるため恨んでいる。

## 書誌情報
全て著者：桂正和、発行：創美社 / 発売：集英社。
- 通常版〈ジャンプスーパーコミックス〉
  1. 1984年8月15日発行 ISBN 4420131209
- ワイド版〈ジャンプスーパーエース〉
  1. 1989年4月15日発行 ISBN 4420137177
  2. 1989年4月15日発行 ISBN 4420137185